# Wiktor Awiłow
Wiktor Iwanowicz Awiłow (ros. Ви́ктор Ива́нович Ави́лов, ur. 1 maja 1900, zm. 24 kwietnia 1997) – radziecki dyplomata.
Członek WKP(b), 1928 ukończył 3 kursy Uniwersytetu Saratowskiego, później Wyższą Szkołę Dyplomatyczną przy Ludowym Komisariacie Spraw Zagranicznych ZSRR, od 1945 pracownik tego komisariatu, 1949-1952 radca Ambasady ZSRR we Francji. Od 24 stycznia 1953 do 9 października 1958 ambasador nadzwyczajny i pełnomocny ZSRR w Belgii, jednocześnie od 24 stycznia 1953 do 16 maja 1956 ambasador nadzwyczajny i pełnomocny ZSRR w Luksemburgu, 1958-1960 zastępca kierownika Wydziału Prasy Ministerstwa Spraw Zagranicznych ZSRR, od 16 czerwca 1960 do 30 czerwca 1965 ambasador nadzwyczajny i pełnomocny ZSRR w Austrii.